# Mistrzostwa Krajów Nordyckich w Biegach Przełajowych 2010
Mistrzostwa Krajów Nordyckich w Biegach Przełajowych 2010 – zawody lekkoatletyczne, które odbyły się 24 października w Trondheim w Norwegii.

## Rezultaty

### Mężczyźni
| Konkurencja:          | 1. miejsce        | Rezultat | 2. miejsce           | Rezultat | 3. miejsce       | Rezultat |
| Bieg juniorów na 6 km | Johan Bugge       | 19:36    | Ørjan Grønnevik      | 19:36    | Napoleon Solomon | 19:37    |
| Juniorzy – druż.      | Norwegia          |          | Dania                |          | Szwecja          |          |
| Bieg seniorów na 9 km | Hillary Kipchumba | 27:47    | Sondre Nordstad Moen | 27:47    | Dabaya Badhaso   | 27:48    |
| Seniorzy – druż.      | Norwegia          |          | Szwecja              |          | Finlandia        |          |

### Kobiety
| Konkurencja:            | 1. miejsce                | Rezultat | 2. miejsce               | Rezultat | 3. miejsce      | Rezultat |
| Bieg juniorek na 4,5 km | Saara Nikander            | 16:53    | Anna Segersson           | 16:55    | Nina Persson    | 16:57    |
| Juniorki – druż.        | Szwecja                   |          | Finlandia                |          | Norwegia        |          |
| Bieg seniorek na 7,5 km | Karoline Bjerkeli Grøvdal | 26:41    | Kirsten Maraton Melkevik | 26:47    | Sandra Eriksson | 27:08    |
| Seniorki – druż.        | Norwegia                  |          | Szwecja                  |          | Finlandia       |          |